# David Anthony Durham
David Anthony Durham (23 marzo 1969) è uno scrittore statunitense autore di romanzi storici e fantasy.

## Biografia
Nato nel 1969 a New York da genitori originari dei Caraibi, vive e lavora a Shutesbury, nel Massachusetts.
Cresciuto nel Maryland dove si è laureato nel 1996 in scrittura creativa all'Università del Maryland, College Park, ha vissuto in diversi stati americani e per molti anni in Scozia e ha insegnato presso svariati istituti quali l'Università del Massachusetts Amherst e il Colorado College.
È autore di 7 opere che spaziano dal romanzo storico al fantasy e alcuni suoi racconti sono apparsi in varie antologie tra le quali la serie Wild Cards curata da George R. R. Martin.
Tra i riconoscimenti letterari ottenuti si ricorda il Premio John Wood Campbell per il miglior nuovo scrittore del 2009.

## Opere principali

### Serie Acacia
- I ribelli del mondo oscuro (Acacia: The War with the Mein, 2007), Casale Monferrato, Piemme, 2008 traduzione di Annalisa Crea ISBN 978-88-384-7148-3.
- Il guerriero del lago d'argento (Acacia: The Other Lands), Casale Monferrato, Piemme, 2009 traduzione di Annalisa Crea ISBN 978-88-384-7149-0.
- Acacia: The Sacred Band (2011)

### Altri romanzi
- Gabriel's Story (2001)
- Walk Through Darkness (2002)
- Annibale (Pride of Carthage, 2005), Casale Monferrato, Piemme, 2006 traduzione di Luciana Crepax ISBN 88-384-5479-5.
- The Risen (2016)

## Premi e riconoscimenti
- Hurston-Wright Legacy Award: 1992
- Premio Alex: 2002 per Gabriel's Story
- Premio John Wood Campbell per il miglior nuovo scrittore: 2009